# Alex Trebek
George Alexander Trebek, mer känd som Alex Trebek, född 22 juli 1940 i Sudbury, Ontario, död 8 november 2020 i Los Angeles, Kalifornien, var en kanadensisk-amerikansk programledare och TV-personlighet.
Trebek är mest känd att ha varit programledare för Jeopardy! i USA från 1984 fram till 8 januari 2021. Vid tidpunkten för hans död fanns det trettiofem avsnitt av ‘’Jeopardy!’’ ska fortfarande sändas. De första trettio sändes som planerat, men för att undvika konflikter mellan lokala TV-bolag försenades hans fem sista avsnitt två veckor, och hädanefter sändes hans sista avsnitt 8 januari 2021, 61 dagar efter hans död. Som planerat tog Ken Jennings, ‘’Jeopardy!’’-mästaren i 74 matcher, över som värd för frågesporten.

## Biografi
Trekbek föddes i ett tvåspråkigt hem i Sudbury, Ontario i Kanada. Fadern var kock och hade som barn emigrerat från Ukraina och dennes ursprungliga efternamn var Terebeychuk. Modern kom från en franskspråkig familj från Renfrew County, Ontario, nära gränsen till Québec. Trebek tog en bachelorexamen på universitetet i Ottawa med filosofi som huvudämne 1961, med redan innan examen hade han börjat arbeta för Canadian Broadcasting Corporation (CBC) i både dess radio och TV-sändningar. Trebek arbetade i diverse roller för CBC som sportkommentator och programledare för musik- och lekprogram. Han var nära att bli programledare för Hockey Night in Canada, men det stupade på att producenten inte gillade män med mustasch.
1973 flyttade Trebek till USA och började som programledare för diverse lekprogram på NBC. Under det följande decenniet senare kom han i kontakt med Merv Griffin och övertog rollen som programledare för den syndikerade frågesport Jeopardy!, något som Trebek kom att göra i 37 säsonger fram till sin egen bortgång. I mars 2019 meddelade Trebek att han led av pankreascancer i fjärde stadiet, men valde att kämpa vidare fram till slutet. I juli 2020 gavs hans självbiografi The Answer Is ...: Reflections on my Life ut av Simon & Schuster. Det sista avsnittet med Trebek som programledare spelades in 29 oktober 2020. 
Under 2021 namngavs den studio, Stage 10, inne på Sony Pictures Studios i Culver City där de flesta avsnitten av Jeopardy! spelats in till The Alex Trebek Stage.

## Utmärkelser
- Daytime Emmy Award för bästa programledare i ett lekprogram,  1989[11]
- Daytime Emmy Award för bästa programledare i ett lekprogram,  1990[12]
- Hedersdoktor vid Universitetet i Ottawa,  1996[13]
- Daytime Emmy Award för bästa programledare i ett lekprogram,  2003[14]
- Daytime Emmy Award för bästa programledare i ett lekprogram,  2006[15]
- Canada's Walk of Fame,  2006[16][17]
- Daytime Emmy Award för bästa programledare i ett lekprogram,  2008[18]
- Lifetime Achievement Emmy,  2011[19]
- Hedersdoktor vid Fordham University,  2011[20]
- Officer av Kanadaorden,  17 november 2017[21]
- Daytime Emmy Award för bästa programledare i ett lekprogram,  2019[22]
- Daytime Emmy Award för bästa programledare i ett lekprogram,  2020[23]
- Stjärna på Hollywood Walk of Fame

[Redigera Wikidata]